# Национальный пантеон Доминиканской Республики
Национальный пантеон Доминиканской республики был построен в 1714-1746 испанцем Джеронимо Кесада у Гарсон и изначально был церковью ордена Иезуитов. Здание построено в стиле неоклассицизм эпохи Возрождения. 
В наши дни строение выступает в качестве национального символа Доминиканской Республики и служит местом последнего упокоения самых почётных граждан республики.

## История
С 1746 по 1767 здание служило как церковь ордена иезуитов. Здесь священники-иезуиты давали мессу спиной к общине, чтобы все присутствующие находились перед фигурой Христа и алтарём. После изгнания иезуитов в 1767 году, здание использовалось как склад табака, школа и в качестве театра. Театр был местом проведения встреч борцов за независимость, организации La Trinitaria, выступавшими под псевдонимами La Filantrópica и La Dramática.
В 1956 году по приказу диктатора Рафаэля Трухильо испанским архитектором Хавьером Баррозу была произведена реставрация помещения с целью использовать в качестве национального пантеона. Величественная люстра, висящая в центре зала, была подарена испанским диктатором Франсиско Франко Баамонде. Расходы на восстановление составили порядка 438938 доминиканских песо (очень значительная для того времени сумма). Первоначально Трухильо предусматривал своё захоронение в Национальном пантеоне, но по иронии судьбы среди покоящихся есть и убитые по его приказу.

## Список покоящихся
- Antonio Duvergé
- Ángel Perdomo
- Américo Lugo
- Antonio del Monte y Tejada
- Ambrosio de la Cruz
- Antonio Batista
- Benito Moción
- Benigno Filomeno de Rojas
- Balbina de Peña Viuda Sánchez,
- Carlos de Lora
- Concepción Bona
- Cayetano Abad Rodríguez
- Eugenio Perdomo
- Эугенио Мария де Остос-и-Бонилья
- Emilio Prud'Homme
- Франсиско Альберто Кааманьо Деньо
- Francisco Gregorio Billini
- Félix María Ruiz
- Gregorio Luperón
- Gaspar Polanco
- José Antonio Salcedo
- José Vidal Pichardo
- José Pierre Thomas,
- José Gabriel García.
- José Joaquín Pérez
- Juan Bautista Cambiasso
- Juan Alejandro Acosta
- José María Cabral
- Juan Isidro Pérez
- José Joaquín Puello
- Juan Nepomuceno Ravelo
- Juan Sánchez Ramírez
- José María Serra
- José Reyes
- José Núñez de Cáceres
- María Trinidad Sánchez
- Pedro Alejandrino Pina
- Pedro Ignacio Espaillat
- Pedro Francisco Bonó
- Педро Сантана Фамилиас
- Rafael Tomás Fernández Domínguez
- Santiago Rodríguez
- Salomé Ureña
- Ulises Francisco Espaillat